# La Fange (Belgique)
La Fange est un hameau belge de la commune de Manhay située dans le nord de la province de Luxembourg.
Avant la fusion des communes de 1977, La Fange faisait partie de la commune de Harre.

## Situation
Ce hameau ardennais s'étire le long de la route menant de Chêne al'Pierre (route nationale 30 Liège-Bastogne) à Fays. Il se trouve dans un environnement de prairies et de bosquets sur les hauteurs nord du village de Harre.
La sortie 48 bis de l'autoroute E 25 Liège-Luxembourg est située à moins d'un kilomètre du hameau.

## Sources et liens externes
- Site de la commune de Manhay